# Procloeon vicinum
Procloeon vicinum is een haft uit de familie Baetidae. De wetenschappelijke naam van de soort is voor het eerst geldig gepubliceerd in 1861 door Hagen.
De soort komt voor in het Nearctisch gebied.